# Co się dzieje w Hidden Hills?
Co się dzieje w Hidden Hills? (ang. Hidden Hills, 2002–2003) – amerykański serial telewizyjny nadawany przez stację NBC od 24 września 2002 roku do 21 stycznia 2003 roku. W Polsce emitowany na kanale Comedy Central Polska.

## Opis fabuły
Serial opowiada o dwóch zaprzyjaźnionych ze sobą par – Douga (Justin Louis) i Janine (Paula Marshall) oraz Zacka (Dondré Whitfield) i Sarah (Tamara Taylor), którzy mieszkają w sennym miasteczku Hidden Hills.

## Obsada
- Justin Louis jako Doug Barber
- Paula Marshall jako Janine Barber
- Dondré Whitfield jako Zack Timmerman
- Tamara Taylor jako Sarah Timmerman
- Kristin Bauer jako Belinda Slypich
- Rhyon Nicole Brown jako Amanda Timmerman
- Cristián de la Fuente jako Manolo
- Julie Pop jako Bonnie
- Alexa Nikolas jako Emily Barber

## Spis odcinków
1. Pilot
2. The Mark of Manolo
3. The Affair
4. The Vasectomy
5. The Getaway
6. Halloween
7. The Shocker
8. Coach Doug
9. The Birth
10. Christmas
11. The Visit
12. The Concert
13. The Neighbors
14. The Feud
15. The Reunion
16. The Birthday
17. The Housewife
18. The Motorcycle